# Ardekanopsis
Ardekanopsis é um gênero de mariposa pertencente à família Crambidae.